# Gras
Gras é uma comuna francesa na região administrativa de Auvérnia-Ródano-Alpes, no departamento de Ardèche. Estende-se por uma área de 56,68 km². Em 2010 a comuna tinha 655 habitantes (densidade: 11,6 hab./km²).